# バッカーノ! (1930年代)
本稿では成田良悟のライトノベル『バッカーノ!シリーズ』（電撃文庫）の1930年代のエピソードについて説明する。
この作品群は、3つの時代を描く本作最初のシリーズであり、禁酒法時代末期のアメリカでギャング、情報屋、一般人、不死の人間などが交錯する群像劇である。
1930年を舞台とした第1巻『The Rolling Bootlegs』は成田のデビュー作であり、当初は1930年代のみの予定だったが、シリーズの成功とともに各年代へ広がった。成田は1935年のエピソードを持って1930年代を終えると述べている。

## 作品一覧
- バッカーノ! The Rolling Bootlegs
- バッカーノ! 1931 鈍行編 The Grand Punk Railroad
- バッカーノ! 1931 特急編 The Grand Punk Railroad
- バッカーノ! 1931 臨時急行編 Another Junk Railroad（1931? 回送編の加筆単行本版）
- バッカーノ! 1931 時刻表 The Grand Punk Railroad（DSゲーム特典のゲームブック）[M]
- バッカーノ! 1931 小気味良い男編 / 死亡遊戯編 The Grand Punk Railroad（DSゲーム内収録の短編）[M]
- バッカーノ! 1931? 回送編 The Grand Punk Railroad（ドラマCD特典の中編）[M]
- バッカーノ! 1931-Winter the time of the oasis　（193X-Bの加筆単行本版）
  - バッカーノ! 193X-B The Time Of the Oasis（アニメDVD6-8巻特典の長編）[M]
- バッカーノ! 1932 Drug & The Dominos
- バッカーノ! 1932-Summer man in the killer（193X-Aの加筆単行本版）
  - バッカーノ! 193X-A man in the killer（アニメDVD1-5巻特典の長編）[M]
- バッカーノ! 1933 <上> THE SLASH ～クモリノチアメ～
- バッカーノ! 1933 <下> THE SLASH ～チノアメハ、ハレ～
- バッカーノ! 1934 獄中編 Alice In Jails
- バッカーノ! 1934 娑婆編 Alice In Jails
- バッカーノ! 1934 完結編 Peter Pan In Chains
- バッカーノ! 1935-A Deep Marble
- バッカーノ! 1935-B Dr.Feelgreed
- バッカーノ! 1935-C The Grateful Bet
- バッカーノ! 1935-D Luckstreet Boys

[M]はメディアミックス作品

## あらすじ
1930 The Rolling Bootlegs
アドウェナ・アウィス号で「不死の酒」を飲んだ錬金術師達が不死者になって約200年後、多くの仲間を喰った錬金術師セラードは、奪った「不死の酒」の調合法を元に完成品を生み出す。だがそれは彼の手を離れ、マルティージョ・ファミリーの構成員フィーロの昇進式に紛れ込む。行方を配下のエニスに調査させたセラードは、そこに完全な「不死の酒」の調合法を知る錬金術師、マイザーがいると知り、乗り込む。だがフィーロの活躍でセラードは喰われエニスは解放、新たな不死者達が生まれた。
1931 The Grand Punk Railroad
シカゴ発の大陸横断鉄道フライング・プッシーフット号が占拠された。リーダーの解放を望むテロリスト組織「幽霊」、殺人鬼ラッドが率いる「白服集団」、貨物の強奪を狙うジャグジー一味、3つの集団が同時に列車強盗を起こし、都市伝説の怪物「レイルトレーサー」や数人の不死者、正体不明の男女が動き出す。
1931-Winter the time of the oasis（193X-B The Time Of the Oasis）
「フライング・プッシーフット号」事件の同時刻。森の中で女性3人組の強盗団は、ルノラータの跡取りとは知らず偶然出会った男の子・カッツェを人質に身代金を要求し、一流の護衛・殺し屋であるガブリエル&ジュリアーノが動き出す。一方、森の中には他にも列車の中の仲間の動きを待つジャグジー一味と、さらに「幽霊」の別働隊も潜んでいた。
1932 Drug & The Dominos
NYに住む麻薬常習者ロイは服薬中にルノラータ・ファミリーから大量の麻薬を盗む。幹部のグスターヴォに追われたロイはDD新聞社からルノラータに当主と長兄を殺されたジェノアード家を知り、現当主のイブを対抗策にしようとする。そのイブは兄ダラスの消息を追ってDD新聞社を訪れ、彼がガンドール・ファミリーに殺されたと聞き接触する。ガンドール・ファミリーはルノラータ・ファミリーNY支部との抗争を制そうとDD新聞社から切り札になる極秘情報を入手、幼馴染にして伝説の殺し屋クレアを呼ぶ。
1932-Summer man in the killer（193X-A man in the killer）
NYでは殺人鬼「アイスピック・トンプソン」の話で持ちきりだった。被害者達がガンドール・ファミリーの関係者だったことから殺人鬼の名づけ親でもあるDD社のカールはグラハムに会い行く。死にたがりの少年・マークは「スマイル・ジャンキー」ことエルマーと出会い、一方、死に恐怖する記者・レスターは殺人鬼の唯一の目撃者となり、次の標的が自分であると知る。
1933 THE SLASH
ガンドール3兄弟にハドソン川へ沈められたダラスは「妖怪」に攫われる。「妖怪」はNYに移ったジャグジー達を利用すべく接触、だがジャグジー一味を牽制しに来たガンドール・ファミリーとマルティージョ・ファミリーの使者と遭遇し交戦に陥る。一方、ダラスがエニスを誘拐したと勘違いしたフィーロは「吸血鬼」のクリストファー達と遭遇する。ヒューイの思惑でそれぞれは「ミストウォール」に集中、最後にはクレアとシャーネも現れて激戦が勃発する。
1934 Alice In Jails / Peter Pan In Chains
フィーロはミストウォール事件の容疑者として連行され、ヴィクターからアルカトラズ刑務所への潜入を強要される。そこでラッドやアイザックと遭遇、そして裏から刑務所を支配していたヒューイにより引き出される。一方、シカゴでは実験のために「吸血鬼」が集結していた。
1935 Deep Marble / Dr.Feelgreed / The Grateful Bet / Luckstreet Boys
アルカトラズから釈放されたフィーロは再び組織の地下カジノで働いていた。ラッドも出所し、グラハムとシャフトが迎えに向かう中、ラッドは一緒に出所した臆病者ネイダーを気に入る。脱獄したヒューイを捜すためヴィクターは檄を飛ばし、ヒューイは再び実験のため暗躍を始める。本格的にNYに進出したルノラータ・ファミリーの先方役メルヴィは、クリストファーを護衛に、フィーロにセラードの知識を賭けて宣戦布告を行う。

## 登場人物

### 泥棒カップル
常に異なる変な仮装とよく解らない物を盗んで回る2人組の泥棒。二人の存在・行動が物語に大きな影響を与えており（例えば、彼等自身やマルティージョファミリーの主要人物、ガンドールの三兄弟などが不死者になったことなど）、ヒュームは「ジョーカー」とも称している。
アイザック・ディアン（ISAAC DIAN）
声 - 小野坂昌也
ミリアの恋人。本作の狂言回し的存在。不死者。
底抜けにポジティブで馬鹿な言動で周囲を振り回し、結果的に多くの人物を幸福にするトリックスター。フィーロの昇進式に紛れ込んで以来、マルティージョ・ファミリーと仲が良い。時に鋭い洞察力や機転を見せる。辛い過去を持つミリアの笑顔を取り戻した事があるらしい。2000年代になってミリアと共にようやく自分達が不死者だと気付く。
ミリアと共にアニメ『デュラララ!!』第11話と番外編第12.5話でゲストとして登場して日本の池袋に訪問。第11話でミリアと共にダラーズに所属していることが判明。
ミリア・ハーヴェント（MIRIA HARVENT）
声 - あおきさやか
アイザックの恋人。不死者。
アイザックと同じく底抜けにポジティブで馬鹿で豪快な言動を取るが、辛い過去があるらしく、時折深い思慮をのぞかせる。自分や周囲の状況を正確に把握し、ロニーの正体すら感づいているような描写もあるが詳細不明。2000年代になってアイザックと共にようやく自分達が不死者と気付く。
アイザックと共にアニメ『デュラララ!!』第11話と番外編第12.5話でゲストとして登場して日本の池袋に訪問。第11話でアイザックと共にダラーズに所属していることが判明。

### ギャング

#### マルティージョ・ファミリー
NYにある飲食店「蜂の巣（アルヴェアーレ）」の裏に拠点を置くカモッラ。ガンドール・ファミリー同様、独自に縄張りを維持する小組織。「蜂の巣」の職員や組織幹部の多くは不死者である。
フィーロ・プロシェンツォ（FIRO PROCHAINEZO）
声 - 吉野裕行
最年少幹部の青年。不死者。ガンドール3兄弟とクレアの幼馴染。
童顔がコンプレックス。昇格後は違法カジノを任されたため賭け事に強い。仲間思いだが恋愛には奥手で、一目惚れしたエニスと結婚するのに50年以上要した。セラードを喰ったことで、彼の持つ膨大な知識や記憶に悩む。2000年代にも登場。
マイザー・アヴァーロ（MAIZA AVARO）
声 - 宮本充
出納係（コンタユオーロ）の男。1700年代からの不死者。フィーロの良き理解者。
温厚で礼儀正しいがファミリーの侮辱は許さない。かつて悪魔を召喚して「不死の酒」を入手するが、セラードに弟を喰われた。後にチェスワフと合流する。2000年代では生き残りの仲間を探し旅に出ている。
エニス（ENNIS）
声 - 小林沙苗
セラードが造った女性型人造人間（ホムンクルス）。不死者と同じ肉体を持つ。
体術の達人。セラードに本心で反抗しつつも生殺与奪を握られ従属していた。フィーロが彼を喰ったことで彼の一部になる。フィーロ、チェスワフと同居する。恋愛の概念を知らなかったため長い時間を要したが、後にフィーロと結婚する。2000年代にも登場。
ロニー・スキアート（RONNY SCHIATTO）
声 - 神奈延年
「秘書（キアマトーレ）」の男。交渉役。作中最強の力を誇る悪魔。
クレアに並ぶ危険人物とされるが普段は面倒見がいい。エルマーの願いでマイザーを支える。自称「知恵をつけすぎた錬金術師」で全能に等しい力を持つが、未来予知は自粛している。『デュラララ!!』の登場人物セルティ・ストゥルルソンと面識がある。
正体は紀元前300年頃にロニー・スキアート（通称：ロニー1号）という“鋼の冶金術師”が召喚した「真なるホムンクルス」。フラスコの中にいた当初は全ての知識があったがロニー1号に騙され、未来の知識を代償に2人目のロニー・スキアートとなり、彼が作れなかった不死の酒を完成させ今に至る。
クロスオーバーゲーム作品『電撃学園RPG Cross of Venus』にて異世界の存在を観測・移動出来ることが明かされた。限定ムック『電撃VS』掲載のコラボ小説『禁書目録VSデュラララ!!』でも学園都市を訪れており、事件に介入はせず知己であるレイヴィニア＝バードウェイと共に観客に徹した。かなり親しい様子で上条の件で彼女を冷やかしたりしている。
チェスワフ・メイエル（CZESLAW MEYER）
声 - 神田朱未
通称「チェス」。少年の姿だが、実際はマイザーと同世代の不死者である。
虐待するフェルメートを喰うがその心境を知ったことで絶望、後は外見を利用し周囲を騙してきた。フライング・プッシーフット号事件で多少改心しマイザーと合流、フィーロやエニスと同居する。普段は外見相応に振る舞うが、本性は理知的で一人称が「私」。ベグやフェルメートは祖父の弟子。
モルサ・マルティージョ
声 - 長克巳
頭領（カーポ・ソチエタ）としてファミリーを率いる初老の男。不死者だが自覚していないらしい。
カンシチロウ・ヤグルマ
声 - 塚田正昭
年寄り（プリモ・ヴォート）と呼ばれる幹部の1人。日本人の老人。フィーロがファミリーに加入する切っ掛けとなった。モルサ同様、不死者だが自覚していないらしい。
ランディ＆ペッチョ（RANDY & PEZZO）
声 - 相馬幸人 / こぶしのぶゆき
組織の幹部。痩せた男と太った男の2人組。「不死の酒」がセラードの元から離れた原因。
リア・リンシャン
「蜂の巣」の従業員で、チャイナ服を着ている。

#### ガンドール・ファミリー
マルティージョ・ファミリーと縄張りが隣接する小規模マフィア。立場が似るためか、両組織の仲は良好。ボスを務める3兄弟はフィーロとクレアの幼馴染。
キース・ガンドール（KEITH GANDOR）
3兄弟の長兄。不死者。何故か全てジョーカーのトランプを常備している。妻のケイトは元無声映画の伴奏オルガン奏者。非常に寡黙な性格であり、2000年代には彼の寡黙に感化された人物がいる。
ベルガ・ガンドール（BERGA GANDOR）
声 - 三宅健太
3兄弟の次兄。不死者。強面で屈強な体の持主だが、短気で頭は回らない。妻のカリアとともに不死者となるが、本人は体が丈夫になった程度の認識しかない。
ラック・ガンドール（LUCK GANDOR）
声 - 子安武人
3兄弟の末弟。不死者。狐目。兄弟で一番多感だが紳士的である為、筆頭として会話を進めることが多い。不死者になってから考え方が日和ったと考えている。マリアの暴走に頭を痛める。
チック・ジェファーソン（TICK JEFFERSON）
声 - 山口勝平
拷問係。ハサミ愛好家で拷問にも料理にも用いる。いつも笑顔で語尾を伸ばす暢気ものだが、優れた把握力を持つ。潰れかけた時計屋の息子で、義父の借金のカタとして加入した。マリアと仲がよい。
マリア・バルセリート（MARIA BARCELITO）
踊り子兼用心棒。グスターヴォに雇われた殺し屋だったが、キースの侠気に感動して加入する。
何かを斬ることが生き甲斐で、祖父から受け継いだ2振りの日本刀、「ムラサーミァ（村雨）」と「コチーテ（虎徹）」を使う。天真爛漫な性格でチックと仲が良く、後に自己流で告白する。よく相手をアミーゴ（友達）と呼ぶ。アニメ版でも背景で登場。
著者の別シリーズ『がるぐる!＜下＞』で彼女らしき人物が言及されている。
ニコラ・カセッティ
武闘派幹部。通称ニコ。
1932年のルノラータ・ファミリーとの抗争時、頭に銃弾を受けながらも構成員を連れ帰った逸話の持主だが、1932-Summerでグラハムと6勝1敗の戦績だと判明した。リシュアとは相思相愛だったらしく、殺人鬼を強く憎む。

#### ルッソ・ファミリー
シカゴに拠点を置く落ち目の中堅マフィア。ジャグジー一味や強盗カップルに出し抜かれた上にラッドに見限られ、最終的にはルネに利用され壊滅した。
ラッド・ルッソ（LADD RUSSO）
声 - 藤原啓治
プラチドの甥にして、ルーアの婚約者。「自分は安全」と信じる人間を殺す快楽殺人者。クレアには劣るものの、作中屈指の戦闘力を誇る。
天性の殺人狂だが理性的。駆け落ちした幼馴染レイラを喪って以来、殺す人間を選ぶ。フライング・プッシーフット号事件に失敗し逮捕、後にヒューイ殺害を目論みアルカトラズに入る。そこでフィーロから不死者を殺す手段を聞き、悩みながら刑期が終わるのを待つ。事件で左腕を失い、義手をつける。
ルーア・クライン（LUA KLEIN）
声 - 安井絵里
ラッドの婚約者。常に陰鬱とした女性。
自殺願望があり、ラッドに「世界中の人間を殺して最後に殺す」という約束をしているが、ともに相思相愛。ラッドを組織へ戻すための人質としてルッソ・ファミリーに軟禁されるがキャロルとともに脱走、以降グラハム達とラッドの帰りを待つ。
グラハム・スペクター（GRAHAM SPECTRE）
声 - 杉田智和
ラッドの弟分で、よく巨大なモンキーレンチを持ち歩く。ジャグジー一味と親しい。
器物の破壊に喜びを見出すものの、「命は壊す実感が無い」という理由から殺人はしない。度合いはそのままに感情だけが切り替わる落差の激しい性格。「○○…○○話をしよう（○○には形容詞を使う）」で始まる長い独り言を叫ぶ癖がある。ラッドには一度敗れたことがあるものの、彼と同等以上の戦闘力を持つ。その一方で、面倒見が良く、慕う人間は多い。また匂いだけで酔うほど酒には弱く、酔うと通常以上に言動に脈絡がなくなる。
シャフト（SHAFT）
声 - 羽多野渉
グラハムの舎弟。ルッソやグラハムらの周りの中で貴重な常識人であり、ツッコミ担当。実はシャムの1個体で、ヒューイに次いでグラハムに忠誠を誓っている。
リカルド・ルッソ（RICARDO RUSSO）
プラチドの孫。特殊な「シャム」。本名はリディア・ルッソであり、女顔の少年とされるが実は少女。
クリストファーを助け、友人になる。かつて両親を喪って自暴自棄になり、乗っ取りにきたシャムに肉体を明け渡すが相手も断念した為、共存する。家業を嫌うが、壊滅後は再建のためクリストファーとNYに渡る。
プラチド・ルッソ（PLACIDO RUSSO）
声 - 亀井三郎
ファミリーのボス。ジャグジー一味との抗争から弱体化し、「最も終わりに近い男」と呼ばれる。その後ネブラ社と結託して組織の建て直しを計り、出来損ないの不死者になるもルネに喰われた。

#### ルノラータ・ファミリー
アメリカ東部に影響力を持つ大規模マフィア。ネブラ社やベリアムとも関係がある。不死者達の起こす事件の渦中でないところで関わっていることが多い。
バルトロ・ルノラータ
声 - 大林隆介
ファミリーのボス。カルの旧知。
自分が死ぬことに覚悟を要さないタイプの人間で、大組織のボスらしい風格の人物。自身が不死者になることを望んでいる描写は無いが、不死者に強い関心を抱いており、脱獄後のヒューイを匿うなどしている。最期は老衰で死去したことが2000年代で明かされている。
アニメ版ではダラスに興味を示し、グスターヴォを欺いて探させた。イブに不死者のサンプルとして彼を保護するよう持ちかける。
メルヴィ・ドルメンテル
ルノラータが新しく開くことになったNYの闇カジノのトップディーラー。「タイム」のリーダー。
→#タイム
ベグ・ガロット
声 - 金光宣明
専属の薬剤師。マイザーと同世代の不死者。
「人が幸せになること」を求め麻薬を作る。自身も中毒者だが耐性がついている。麻薬に過剰反応するロイに接触するも拒まれ、挫折後はバルトロへの忠誠だけを拠り所に生きる。彼が亡くなった後は放心状態となり、精神病院に入っている。
グスターヴォ・バジェッタ
声 - 佐々木誠二
NY支部を仕切る幹部。屈強だが粗暴なため左遷され現職につく。ガンドール・ファミリーとの抗争に敗れ逮捕、そこでラッドに叩きのめされる。アニメ版ではイブへの手打ちとしてバルトロに射殺される。
カルツェリオ・ルノラータ
バルトロの孫。愛称の「カッツェ」はイタリア語で「猫」の意。
過保護な両親により隔離されるが外の世界に興味を持って脱走、バニッシュ・バニーのトラックに潜り込む。幼さもあって危機感が希薄であり、未知の恐怖より外への興味の方が勝る。
ガブリエル&ジュリアーノ
バルトロの護衛。歌を口ずさみながらバイクを駆る燕尾服の双子。
比較的穏やかな物腰で相方を「私」と呼ぶ方がガブリエル、粗野な口調で相方を「俺」と呼ぶのがジュリアーノ。193X-Bではバルトロからカッツェ奪還の命令を受け行動する。
カルロッタ
ルノラータのカジノの元トップディーラーの女性。上級幹部。
バルトロに絶対の忠誠を誓う美女。地位をメルヴィに取って代わられるも、バルトロの任命として受け入れている。

#### ジャグジー一味
ルッソ・ファミリーから逃れるためにNYに移って来た少年ギャング集団。元は密造酒を売っていたジャグジーを慕い集まった一団で、マフィアが牽制にくるほどの勢力を持つ。
ジャグジー・スプロット（JACUZZI SPLOT）
声 - 阪口大助
リーダーを務める少年。ニースの幼馴染にして恋人。視力のほとんどないニースが見分けられるよう、顔に剣の刺青をほどこしている。
臆病で泣き虫だが温和で、いざという時は計り知れない行動力を見せ、その時は決して泣かない。チェスワフの新型爆薬を狙ってフライング・プッシーフット号事件に関わり、結果的に解決する。生き別れの弟と従姉妹がいるが、母親はいない。
ニース・ホーリーストーン（NICE HOLYSTONE）
声 - 小林ゆう
ジャグジーの幼馴染で恋人。眼帯に眼鏡をした大きな火傷のある少女。
天性の爆弾狂で、何かと爆破しようとする。幼い頃に爆弾の暴発で片目が失明、もう片方もほとんど視力を失う。最近は日本の花火に凝る。2000年代では多くの親族に恵まれるが、過去のトラブルからマルティージョ・ファミリーに関わらないよう言い聞かせるも、曾孫には効果がなかった。
ドニー（DONNY）
声 - 園部好德
巨漢のメキシコ人。辿々しい口調で頭は悪いが、温和でジャグジーに忠実。腕力もあるのでよく頼られる。特徴的な外見ゆえにニースが見分けられる数少ない人間の1人。
ニック
声 - 河本邦弘
ニースと行動を共にすることが多い青年。何かと酷い目に遭う苦労人。
ファン・リンシャン&ヨウン・バーネル
声 - 伝坂勉 / 太田哲治
中国人のコックとアイリッシュのバーテンダーの2人組。フライング・プッシーフット号事件の後はジェノアード家に雇われ、NYにおける一味のアジトを確保する。そのこともあってイブを気遣う。
ジャック
フライングプッシーフットでラッドに顔面を殴りまくられる。以後ラッドを憎む。
チャイニー
何かにつけて「ヒャッハー」と叫ぶ少女。時折深慮な意見を見せる。
チビ
チャイニーに続いて「ひゃっはぁ」と叫ぶ少年。チャイニーより前に叫び、仲間に指摘されることも多い。
クレア・スタンフィールド (CLAIRE STANFIELD)→フェリックス・ウォーケン
声 - 森田成一
伝説の殺し屋。通称「葡萄酒（ヴィーノ）」、自称「線路の影をなぞるもの（レイルトレーサー）」。フィーロ、ガンドール三兄弟とは幼馴染。
類稀な才能と努力で作中最強の戦闘力を誇る。フライング・プッシーフット号の車掌だったが死亡を装い、フェリックスの名前と戸籍を買いシャーネと婚約する。「俺が世界の中心」という独特の世界観を持つ。2000年代でも健在らしい。一味ではなく、シャーネのために格別親しくしているだけの部外者。

### ヒューイとその組織
ヒューイが実験のために組織した無数の集団。
ヒューイ・ラフォレット（HUEY LAFORET）
声 - 千葉進歩
マイザーと同世代の不死者。一見もの静かな青年。シャーネとリーザの実父。エルマーの親友。
「不死者の社会的な限界を見極めること」や単純に「知識欲を満たすため」を目的に、様々な実験を繰り返す。エルマーと実験対象以外の被害は極力控えるが、一度実験対象としたものには容赦がない。その実験が国家の治安をも揺るがすため、公的にはテロリスト扱いされている。
フェルメートに妻のモニカを殺されたことが切っ掛けで今の状態になった。彼とは2000年代において連絡を取り合っている。
シャーネ・ラフォレット（CHANÉ LAFORET）
声 - 広橋涼
ヒューイとルネの娘で、同じく黒髪に金色の瞳をした美女。
父から授かった知識を守る為に声を消した。ナイフを用いた戦闘力は高い。「幽霊」に所属したがフライング・プッシーフット号事件で離反。事件後はジャグジー一味に拾われ、彼らの元に身を寄せている。また事件の際に関わったクレアからの求婚を受け、後に婚約する。大人しいようで父を裏切った者には容赦がなく、わずかでも父への忠誠を揺るがす自分の心理状況すら許せない。曾孫がいる2000年代も健在な様子。

#### 幽霊（レムレース）
ヒューイが革命のために組織したテロリスト集団。逮捕されたヒューイを解放すべくフライング・プッシーフット号を占拠するが失敗、ほとんどが死亡する。ほぼ全員が革命より不老不死の秘密を重視していた。
グース・パーキンズ
声 - 菅生隆之
ヒューイに代わるリーダー。逮捕されたヒューイ解放のためトレインジャックを企むが失敗、後に舌を噛み切って自殺する。幼少時にヒューイに拾われ育つ。
ネイダー・シャズクール
声 - 山本圭一郎
「幽霊」の裏切り者。制裁で死にかけるがフレッドの治療で命を取り留め、政府との裏取引で「幽霊」逮捕に協力する。漫画版において、ジャッカローゼとの出会いが行動のきっかけだった事が判明する。
裏切り者としてシャーネの制裁を受け、ヒルトンに脅しをかけられている。身を守るため、自ら出頭してアルカトラズに送られるが、ラッドと同日に出所したことが1935年の事件のきっかけの1つとなる。
アパム
フライング・プッシーフット号から逃亡した構成員で、「臆病者」を自称する。偶然エルマーとフェルメートに出会い、当時の事を後にフェルメートの策略で語る。密かにシャーネを慕っていた。
スパイク
#ベリアム上院議員周辺を参照。
サージェス
「幽霊」の別働隊のリーダー。193X-Bの登場人物。
誤解に誤解を重ねてカッツェの誘拐犯となってしまいガブリエル&ジュリアーノに殺される。

#### 妖怪（ラルウァ）
「幽霊」とは異なり、ヒューイの実験を遂行することを目的にした組織。
ティム（TIM）
「妖怪」のリーダー。スキンヘッドにバンダナ、眼鏡をかけている。本名は「タック・ジェファーソン」で、チックの実弟にあたる。
家庭に恵まれない天才として幼少期を過ごし、過去を捨てるべく心身を全て作り替えたが、チックには看破された。慎重かつ理性的な性格で、「吸血鬼」の面々に手を焼く。アデルとは組んで長く、それなりの信頼関係がある様子。彼女共々、ジャグジー達に気をかけている。

#### 吸血鬼（ラミア）
「妖怪」の武闘派内部組織。構成員は不老のホムンクルスで、ヒューイの実験体だった。総じて自分を不自然な存在と定義し、奇抜な言動や服装をとることで意図的に狂っている。
アデル
ティム直属の部下で護衛も務める女性。「吸血鬼」では一番扱いやすいとされている。
オドオドとした気弱な言動だが毒舌。様々な実験を受けたため人格は破綻気味で、他者に見捨てられることを極度に恐れる。十文字の刃をつけた槍を獲物に優れた戦闘力を持つ。アニメ版でも冒頭で登場。
クリストファー・シャルドレード（CHRISTOPHER SHALDRED）
充血したような赤い目を持ち全ての歯がイルカのように八重歯の青年で、名前は俳優のクリストファー・ウォーケンに由来する。2丁銃剣の使い手。
饒舌かつ気分屋で一貫性がない。自分が不自然な存在である為に自然を愛する。サロメ曰く最高傑作で作中でも高い戦闘力を誇るがクレアには手も足も出なかった。
クレアに敗北した後に負傷するがリカルドに助けられ、護衛となる。敗北と、リカルドとの出会いで「友達と過ごす平穏な普通の生活」を初めて経験し人が殺せなくなった。リカルドの友人としてルッソ・ファミリー再建に協力する。
ホン・チーメイ（HONG CHI-MEI）
クリストファーの相棒である、東洋系の青年。鉤爪を使った体術を用いる。
真面目な性格でクリストファーに悩まされる。ミストウォール事件の後、殺し屋としてベリアム上院議員を襲うがスパイクと元フェリックスに阻止される。その後「吸血鬼」の仲間とともにシカゴでグラハム・スペクターと交戦、一蹴される。
リーザ・ラフォレット（ヒルトン）（LEEZA LAFORET（HILTON））
ヒューイの2人目の娘で、シャーネの妹。特殊な「ヒルトン」。
物心つく前に体を乗っ取られた最初の「ヒルトン」で、人格的に同一人物。「双子」同様姿を見せず、チャクラムで攻撃する。妖艶な言葉遣いを装うが本来は幼い性格で言動も相応。ヒューイを害したフィーロに報復するも危機を救われ、好意を抱く。
シャム（SHAM）
「リズム」が生んだ意識だけの生命体。「双子」の片割で、情報網は男性担当。
特殊な薬品を飲ませた生物の肉体を乗っ取る能力を持つ。男性と勘違いしてリカルドに接触、お互いに支配を手放したために共存する。それが切っ掛けでヒューイに造反、ルネと結託し独自の情報網を構築する。最近は罪の意識があるため、新しく肉体を乗っ取ることを控えている。
今まで支配してきた人数は数百を超え、様々な組織に潜入している。また、グラハムの舎弟であるシャフトも、彼の一個体である。
ヒルトン（HILTON）
シャムと同種の生命体。「双子」の片割で、情報網は女性担当。
リーザと人格的に同一人物で1人2役を演じる。ヒューイと親子である証としてリーザの肉体を愛用する。アルカトラズに住み着いた鷹も支配する。「蜂蜜の巣」のウェイトレスも1人支配している。
レイル（RAIL）
全身に傷跡のある子供で、フランクの幼馴染。少年のようだが実は少女。
「リズム」の実験で痛覚をほぼ失っている。ヒューイへの敵意を表明している。爆弾狂でニースに憧れており、ジャグジー一味に身を寄せてからは親しい様子。歳若く、実年齢は外見より少し上程度。
フランク（FRANK）
ビア樽のように巨大な少年。レイルの幼馴染。
レイルを肩に乗せて一緒にいることが多い。緩慢な言動だが身のこなしは鋭く、怪力と敏捷さを併せ持つ。食欲は外見並み。はぐれたレイルを捜索中にルネに捕われるが、ヒューイや「吸血鬼」の面々に助けられる。
“詩人”（しじん）（"THE POET"）
帽子を目深く被った紳士。
詩的で上長な言動だが緊張すると素のまともな口調を見せる。常時、目を合わせた相手を催眠状態にする能力を持ち、見境無く能力が発動しないように目元を隠し、奇人として振る舞う。彼の詩はクリストファーやグラハムなどには感動を与えている。
シックル（SICKLE）
長髪長身の美女。
無愛想かつ不平屋で、男のような喋り方をする。“詩人”に対するツッコミ担当。カポエラ使いで足技で戦うが、本人は正しいカポエラではないとしている。グラハムに惚れられているらしいが、実際は不明。

#### リズム
サロメ・カンペーター
「リズム」のリーダー。
飛行機乗りのようなゴーグルをつけた白髪の男。「吸血鬼」のメンバーを作った研究者であり、自らを中間管理職と呼ぶ。普段は高慢だがヒューイの前では大人しくなる。

#### タイム
メルヴィ・ドルメンテル
「タイム」のリーダー。対外的にはルノラータのトップディーラーという地位にある。正体はドルメンテル家のホムンクルス。
セラードに食われたはずのグレットと酷似した風貌を持つ不死者。いつも仮面のような笑顔で態度は慇懃。セラードの知識を強く欲すと同時にフィーロに強い憎しみを抱いており、カジノによる勝負を挑む。また、それを実行するためにエニスを拉致・監禁（軟禁）した。

### セラードの組織関係者
セラードが目的達成のために懐柔した一団。不死になるが老化だけは止められない「不死の酒」の「出来損ない」や人造人間の技術も開発、それは途中でヒューイに盗まれ、「吸血鬼」の面々を生むのに用いられた。
セラード・クェーツ（SZILARD QUATES）
声 - 有本欽隆
マイザーと同世代の不死者。彼の弟や多くの仲間を喰った老人。
半分だけ知った「不死の酒」の調合法で「出来損ない」を開発、完成品を目指し研究していた。目的は全ての知識を持つ「人造人間」を不死者にして喰い、全ての知識を得ること。フィーロに喰われるも、彼に禍根を残す。船内で13人、下船後に5人喰ったとされているが、船内で喰ったのは12人らしい。
バーンズ
声 - 西村知道
セラードに心酔する老人。「出来損ない」の不死者。「不死の酒」を完成させたが些末な偶然から起きた火事騒ぎから持ち出した分はダラスに奪われ、罰と行方捜索の為にセラードに喰われた。その後「不死の酒」は周りに回ってマルティ―ジョファミリーの幹部昇進の会に辿り着いていた。

### ジェノアード一族
NYのミリオネア・ロウに住む富豪。かつてルノラータ・ファミリーの麻薬調合を受注することで伸し上がるが後に離反、当主と長兄が殺されてやや衰退し、今に至る。
イブ・ジェノアード（EVE GENOARD）
声 - 井上麻里奈
ダラスの妹で、ジェノアード一族の当主を務める歳若い少女。家政婦のサマサと執事のベンヤミンと共にNYに住む。
ダラスを探してガンドール・ファミリーに接触、ルノラータ・ファミリーとの抗争に巻き込まれるも、兄が沈められた場所を知る。ミストウォール事件後にダラスと再会する。
ダラス・ジェノアード（DALLAS GENOARD）
声 - 伊丸岡篤
ジェノアード家の二男でイブの兄。「出来損ない」の不死者。
ティムも認めるほどの「人間のクズ」だが、イブだけは大切にしている。
「不死の酒」を奪ったためにセラードに利用される。ガンドール・ファミリーの構成員を殺した咎で、3兄弟にハドソン川に沈められる。フィーロ、エニス、泥棒カップル、3兄弟を憎む。1933にて「妖怪」によって助けられるがイヴを人質にとられる。その後、仲間になるも即座に裏切り、ジャグジー一味を利用し「妖怪」の壊滅をはかる。最終的にその計画はおおむね成功し、イヴを守るためにアデルとティムを殺そうとするがチックに背中を刺され、ミストウォールのビルの上から落とされる。後に、意識が戻りイヴと再会する。

### デイリー・デイズ新聞社
通称「DD新聞社」。表向きはNYの三流新聞社だが、その実は対価さえ払えばどんな情報も手に入るとされる、有能な情報屋。
社長（しゃちょう）
声 - 速水奨
いつも書類の影に隠れた正体不明の人物。半ば都市伝説で、姿を見たのはギュスターブのみ。不死者についても把握する類稀な情報通。
ギュスターヴ・サンジェルマン
声 - 若本規夫
副社長。片眼鏡の鋭い眼光をした男。絶対記憶能力者。
サンジェルマンは偽名で、世界最高の情報屋サン・ジェルマン伯爵にあやかったもの。世界各地を飛び回る現場主義者。顔見せのためにキャロルを同伴させ、彼女の言動に満点不明の採点をする。グラハムに拮抗する戦闘力を持つ。
キャロル
声 - 斎藤千和
ギュスターヴに同伴する見習いカメラマン。「勇気ある臆病者」を自称する少女。シカゴに訪れた際にレイルやフランクの友人となり、彼らの行動に影響を及ぼす。
ニコラス・ウェイン
声 - 古澤徹
英語版デスク兼受付。元軍諜報部所属で、同僚達に銃の扱いを教えた。不死者も把握し、情報に対して一線引いたスタンスをとる。アニメ版ではヘンリーの設定も加味するため、人物像や設定が異なる。
エレアン・ドゥーガー
　声 - 楠大典
中国語版デスクを務める、中華服の黒人。躁鬱が激しい。アニメ版ではロイの代役としてイブをガンドール・ファミリーに連れて行く。
ヘンリー
社員の1人。黒幕を気取って情報を操り、多くの人間を裏から操っていた。それが仇となりクレアに恐怖体験を味わわされ、生え際を白くするとともに多少の自重をした模様。
カール・ディグニス
DD新聞社社員。アイスピック・トンプソンの名付け親。
病弱な娘の治療費を得るべく転職した。記事のためには体を張る。街に屯する少年達の記事を書くためグラハム達と接触する。
レイチェル
声 - 伊藤静
情報網を構成する使い走りの1人。作業着の女。
鉄道会社職員の父が、鉄道を愛しつつも事故の責任を押し付けられて失意のうちに死んだのを見ており、鉄道を愛しつつも憎み、無賃乗車という形で両立していた。フライング・プッシーフット号事件でクレアと出会い、改心した。彼としてはシャーネに次ぐ恋人候補だったらしい。

### ベリアム上院議員周辺
マンフレッド・ベリアム
米上院議員。自他共に認める「金の亡者」。
人間であることを誇り、不死者（特にヒューイ）を嫌う。政治家にしては酷く無愛想だが、企業家としての過去や政治家となってからの実績などで支持されている。また、家族想いである。
スパイク
「幽霊」の狙撃手。後にベリアムの護衛。
フライング・プッシーフット号事件でクレアに殺害されたと思われたが、重傷のところをバニッシュ・バニーに助けられ、彼女らと共にベリアムに雇われる。
盲目となったが音で以前と変わらない腕前を発揮し、またソーニャに銃器（主に狙撃銃）の扱いを指導する。
元フェリックス・ウォーケン
ベリアムの護衛。
クレアに匹敵する殺し屋。クレアや4人組の殺し屋に名前を売ったため、現在は“名無し”。本人曰く「自分は神にも国にも許されぬ身」で、以後固有名詞を名乗らない。

#### バニッシュ・バニー
若い女性3人組の強盗団。「フライング・プッシーフット号」事件に間接的に関わり、スパイクを助けたことをきっかけにベリアムに雇われる。
ソーニャ
銃器マニアの無邪気な女性。やたら銃に執着した両親に育てられ、自身も銃マニアとなる。銃を自らの神と信じている。ネイダーの幼馴染で、彼のことをヒーローと考えている。
銃が好きなだけでプロに銃を教わったわけではないが、後にスパイクに技術を教え込まれる。
パメラ
ポニーテールの明るい女性。実は3人の中で一番思慮深く、カジノ荒らしの過去を持つ。
ラナ
眼鏡をかけた目つきの鋭い女性。3人の中で最も冷静で頭が切れるように見えるが、実際の頭の回転は良くなく、もっとも饒舌で馬鹿である。

### ネブラ社
アメリカの大企業。作者の別作品にも同名の企業が登場。
カル・マイブリッジ
ネブラ社の会長を務める、関西弁の享楽主義者。バルトロの旧知。
「いつ死んでもよい」という考えを持っていたため、ラッドの殺人対象には当たらず、 ラッドが一人が突貫してきた時も笑って不問にした。
ルネ・パルメデス・ブランヴィリエ（RENEE PARMEDES BRANVILLIER）
製薬部門第六開発部部長。グラマラスな白衣の女性。ヒューイやエルマーの師にあたる不死者。シャーネの実母。
ドジで天真爛漫だが倫理観に欠け、無邪気な言動で冷酷な判断をする。研究資料にヒューイの眼球を奪うが、脱獄した彼に片目を奪われる。プラチドやクリークを喰った。
ルービック
警備部所属。角砂糖入りの瓶を携帯する男。元情報屋で、かつては多くの組織を渡ってDD新聞社や敵対組織に情報を売ったが、「双子」の台頭で転職する。アニメ版では“角砂糖”と呼ばれる彼と思しきキャラがグスターヴォの部下として登場する。
2代目フェリックス・ウォーケン。
「便利屋」。元フェリックスから名前を買った。
アルカトラズの看守、黒人の大男ギグ、喰人癖の東洋人ドラゴン（本名リュウジロウ）、白人の小男の4人組。全員が「シャム」の個体。ルネとの協定でヒューイの片目を狙い、フィーロを協力させて完遂する。

### FBI
正確にはFBI（連邦捜査局）の前身であるBOI（捜査局）である。
ヴィクター・タルボット
声 - 下山吉光
不死者に関する事件を担当する部署の副室長。マイザーと同世代の不死者。
極度のひねくれ者で誤解されがちだが、アメリカや国民を愛し無法者を毛嫌いする。憎まれ役を厭わない「偽悪者」。間抜けだがそれを自身の才覚によって埋め合わせていると評される。
ヒューイの動向を探ろうとフィーロを利用するが、彼の脱獄を許すことになる。

### フレッドの病院
フレッド
NYの開業医。灰色の包帯で全身を隠す「灰色の魔術師」。
元従軍医。負傷しつつも生還し、生涯を生きたがる人間の治療に費やすことにしている。フライング・プッシーフット号の乗客で、フーを引き取る。アニメ版では登場しない。
フー（who）
本名不明。ラッドとレイラの幼馴染。白服集団唯一の常識人。
フライング・プッシーフット号を占拠するも白服集団の行動に付き合えずフレッドの助手として下車、その後正式な助手となる。ラッドとレイラの事情を知る。自分を「役者でも観客でもなく舞台袖から見ているだけの人間」とするが、それゆえに観察眼に優れる。

### その他
ロイ・マードック
麻薬常習者。イーディスの恋人。体質的に麻薬が効きやすい。
臆病で優柔不断な性格だが、服薬中は非常に気が強く、ルノラータ・ファミリーから大量の麻薬を強奪し追われる。イーディスを真摯に想い、彼女ためならば命を賭ける。アニメ版では未登場。
イーディス
ロイの恋人。ガンドール・ファミリーが経営する酒場のウェイトレス。ロイを助けようとして3兄弟やDD新聞社と関わり、その過程でチックに髪を切られる。アニメでは未登場。
トニー
退職間近のベテラン車掌。クレアの車掌としての師匠で、慕われている。フライング・プッシーフット号には乗車しなかったが、白服集団に車掌服を奪われ殺される。
グレゴワール
フライング・プッシーフット号の食堂車料理長。
料理を最優先に尊び、何時も持ち場を離れず、料理を残す者を許さない。事件後、ヨウンとファンをジェノアード家に紹介した。 ゲーム版では「マネーの龍」に所属していた設定が追加されている。
老夫婦（ろうふうふ）
シカゴで酒場兼レストラン「ドルチェ」を営む夫婦。
妻は勘が鋭く、直前でフライング・プッシーフット号に乗ることを止め被害を免れた。その後店の30周年に3つの勢力の争い巻き込まれるが真摯な態度で仲裁、破壊された店内を修理してもらう。料理は彼らに絶賛されている。DSゲーム版では、エルマーが老夫婦にチケットをもらってフライング・プッシーフット号に乗車したと発言しているが、おそらく彼らのことと思われる。
ラズ・スミス
グスターヴォが雇った殺し屋の1人。グラハムの兄弟分を名乗る。
「ガンマイスター・スミス（天才狙撃手を生み出す鍛冶屋）」を自称し、銃器の分解・組立に関してはグラハムと同等以上の技術を持つ。コートに大量の銃器を隠す。「狂気」という言葉が好きで、渋い格好を付けたがる。
グスターヴォの命令でガンドール・ファミリーを襲うが、ベルガの一撃でフレッドの病院に入院する。その後は、病院に併設されている宿泊施設におり、「アイスピック・トンプソン」事件などに関わる。
マーク・ウィルメンス
NYのアパートに住む少年。
死にたがりの少年で、自殺しようとしていたところをエルマーと出会う。「アイスピック・トンプソン」事件後に改めてエルマーに説得されて死ぬことを止め、その後、スミスの弟子となる。

## メディア・ミックスの登場人物
上記に記載の無いキャラクターをまとめる。

### メキシコの劇場
アニメ版ドラマCDのオリジナルキャラクター。
ピエトロ・ゴンザレス　
泥棒カップル級に明るいメキシコ出身のチンピラ。
偶然セラードの「不死の酒」で不死者となり、ドミニコを置いて生きないよう死ぬ方法を探す。アントニオの言葉を信じ劇場で働く。1936年のメキシコ事件後は死ぬ方法を求めてドミニコや泥棒カップルと共に南へ。ドラマCDオリジナルのキャラだが、『2002』で彼と思しき男が言及されている。
ドミニコ・フェンデス
ピエトロの幼馴染。同じくメキシコ出身のチンピラ。泥棒カップル同様、ピエトロとは2人で1人。ピエトロだけが不死者になったため、ピエトロが死ぬ方法を探す。
アントニオ・バロ
フィーロやアイザック達が訪れた劇場の主。ピエトロとドミニコをショーで使役し、ピエトロの不死性を利用して金儲けをしていた。ロバと呼ばれるとキレる。
エリータ
アントニオの愛人。マリアの幼馴染み。フィーロを劇場へ案内し、アントニオの命で売り飛ばそうとする。

### マネーの龍
ゲーム（DS版）に登場する傭兵集団。ゲームオリジナルキャラクター。
「仮面の男」
「マネーの龍」構成員。 赤龍を刻む仮面をつけた男。 フライング・プッシーフット号事件でターナーに雇われ、一掃すべく部下を率いて参戦する。正体は生き別れたジャグジーの弟、ブレス・スプロット。
ナンシー・リュート
「マネーの龍」構成員。金髪碧眼の少女。子供ながらあらゆる格闘技と殺人拳を修得する天才。「中華クノイチ」リュート四姉妹の末妹。
ギャリー
「マネーの龍」構成員。腕利きのガンマン。常に10人以上のプロのガンマンを率いて行動する。
東郷魂右衛門
「マネーの龍」構成員。日本人の男性。妖刀「なまくら」を操る剣の達人。田九郎と同族のためか、遭難しやすい体質。
ジョー
「マネーの龍」構成員。ヌンチャク使い。筋骨隆々でモヒカン刈りが特徴。
ターナー
フライング・プッシーフット号に乗った男性。事件におののき「マネーの龍」を雇う。小説本編では「ヒゲ豚」と形容されていた人物。

### DVD特典小説（193X-A）の人物
アイスピック・トンプソン
NYを騒がす連続殺人鬼。
雨中に現れ、標的をアイスピックでめった刺しにする。その死体が機関銃（トンプソン）に撃たれたようになるため、「アイスピック・トンプソン」とカールに名づけられる。
レスター
NY大手新聞社の記者。カールの後輩。
アイスピック・トンプソンの担当記者で5件目の事件の目撃者となる。やがて、次の標的が自分であると知り恐怖する。
ポーラ・ウィルメンス
マークの母親である娼婦。故人。
女手一つでマークを育てるが、何者かに殺害される。実はバーンズの情婦。
リシュア・ダーケン
ポーラの娼婦仲間。ニコラの恋人。
ポーラの死後、マークを世話している女性。麻薬中毒者で、ニコラから薬を絶つよう説得されている。アイスピック・トンプソンの5人目の被害者。

### DVD特典小説（193X-B）の人物
クッキー
森の中のキャンプ小屋を寝床にしていたグリズリー。かつてサーカスにおり、クレアの相棒だった。
『193X-B』の一件後、カッツェのペットとなる。

### 漫画版オリジナルキャラクター
ジャッカローゼ・ボロニアル
フライング・プッシーフット号に乗り込んだ若者。「正義の味方」。
エスペランザと同姓だが関係は不明。不死者と誤解したチェスに刺され、意識を失う。覚醒後の彼は乗車前の時刻にあり、夢にしては余りにリアルな体験のため、乗車しなかった。その様子をエルマーが目撃している。帰路にルッソ・ファミリーに囲まれたネイダーを助けようとし、彼に影響を与えた。
ロゼッタ
ジャッカローゼの恋人。彼が帰ったらともに「ドルチェ」へ行く約束をしている。
ロニーと同様、「真なるホムンクルス」であるものの、ロニーとは異なり、消耗や限界がある。ジャッカローゼの不可思議な体験も彼女の差し金であるような描写がある。
2003年時点でも生きており、フラスコの外に出るために放棄したものがロニーとは異なる。